# Aubevoye
Aubevoye ist eine Ortschaft und eine ehemalige französische Gemeinde mit 4.670 Einwohnern (Stand: 1. Januar 2022) im Département Eure in der Region Normandie. Sie gehörte zum Arrondissement Les Andelys und zum Kanton Gaillon. Die Einwohner werden Albaviens genannt. 
Mit Wirkung vom 1. Januar 2016 wurden die früheren Gemeinden Aubevoye, Sainte-Barbe-sur-Gaillon und Vieux-Villez zu einer Commune nouvelle mit dem Namen Le Val d’Hazey zusammengelegt und besitzen seither in der neuen Gemeinde den Status einer Commune déléguée. Der Verwaltungssitz befindet sich im Ort Aubevoye.

## Geografie
Aubevoye liegt etwa 30 Kilometer Luftlinie südsüdöstlich von Rouen an der Seine. Der Bahnhof Gaillon-Aubevoye liegt an der Bahnstrecke Paris–Le Havre. 

## Geschichte
990 wurde der Ort vom Grafen von Évreux für die Normandie annektiert. 1082 wird der Ort erstmals mit seinem Namen urkundlich erwähnt. Der Erzbischof von Rouen, Charles I., begründete an seinem Lebensabend in Aubevoye eine Kartäuserklause mit dem Namen Notre-Dame de bonne espérance. 

### Bevölkerungsentwicklung
| Jahr      | 1962 | 1968 | 1975 | 1982 | 1990 | 1999 | 2006 | 2016 |
| Einwohner | 1671 | 1707 | 2188 | 2632 | 3879 | 3819 | 4297 | 5095 |

Quelle: INSEE

## Gemeindepartnerschaft
Aubevoye unterhielt seit 1992 eine Partnerschaft mit der deutschen Stadt Sarstedt in Niedersachsen. Eine weitere Partnerschaft bestand mit der malischen Gemeinde Lambidou.

## Sehenswürdigkeiten

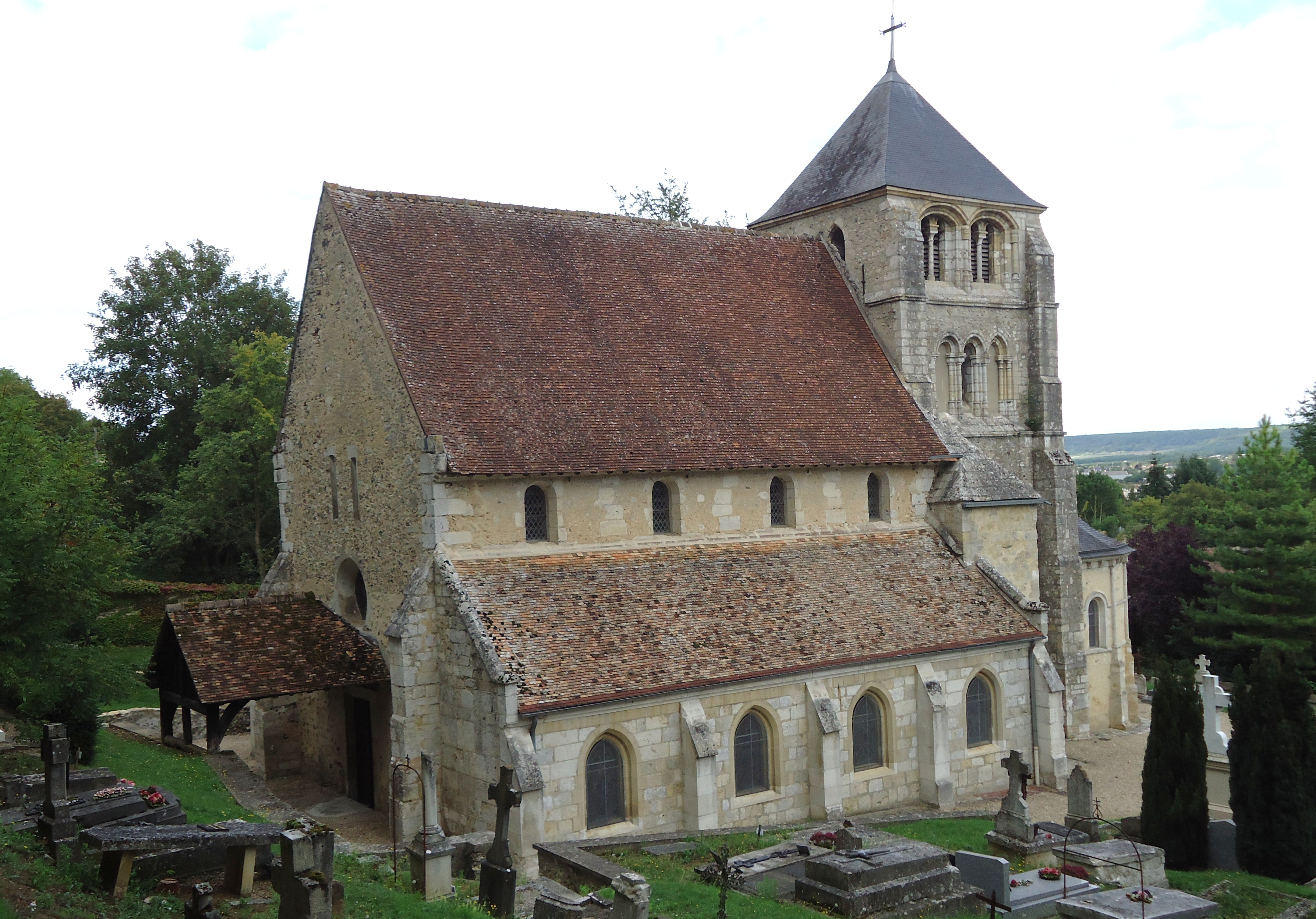
Kirche Saint-Georges

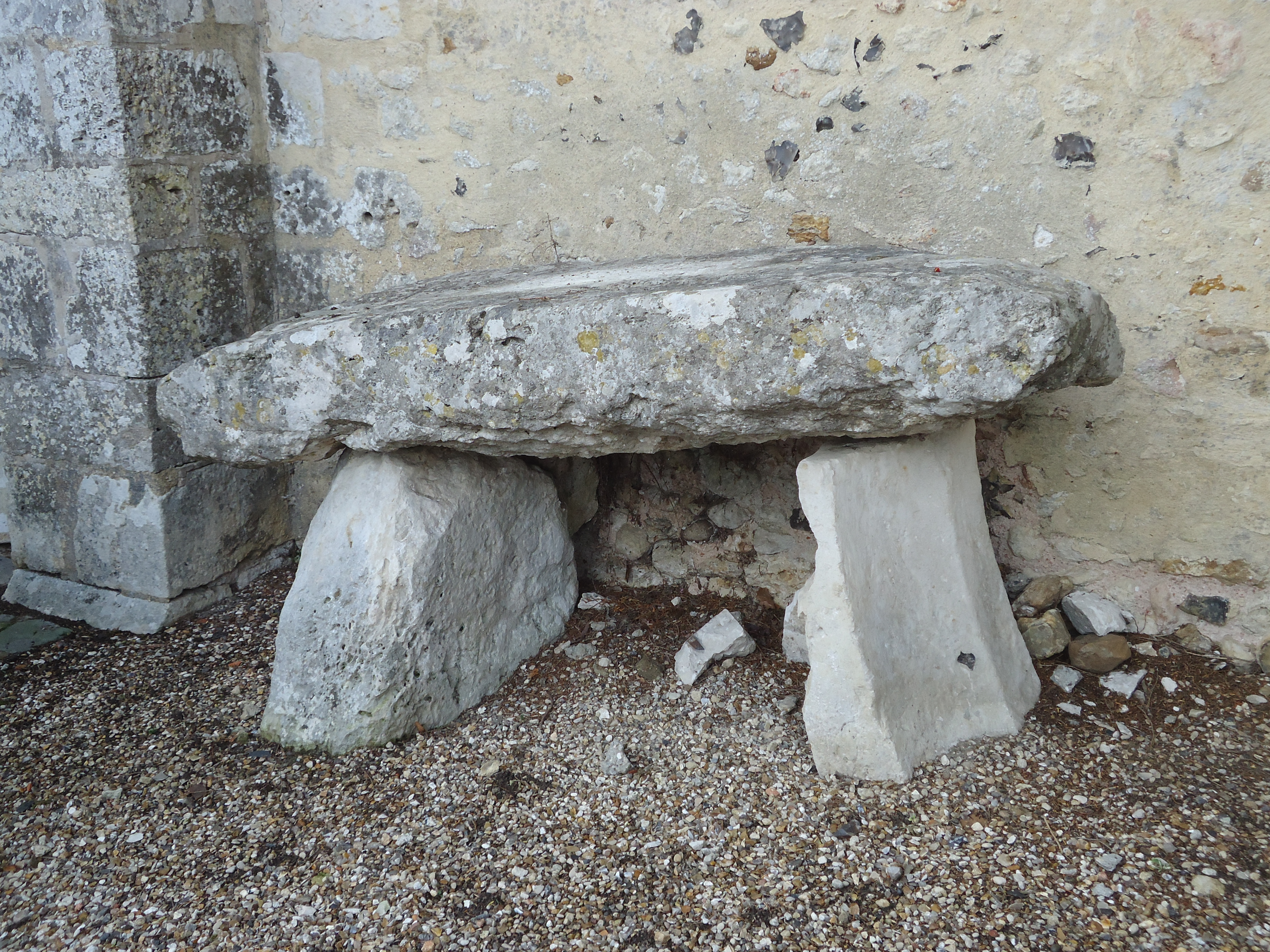
Dolmen

- Kirche Saint-Georges mit Glockenturm aus dem 12. Jahrhundert, übriger Bau aus dem 13. und 15. Jahrhundert, ohne den Dolmen von Aubevoye seit 2009 als Monument historique eingestuft.
- Bethlehemskapelle aus dem 17. Jahrhundert
- Schloss Tournebut aus dem 19. Jahrhundert
- Schloss Grosmesnil aus dem 17. Jahrhundert
- Anwesen Roques aus dem 18. Jahrhundert

## Persönlichkeiten
- Geneviève de Brunelle (1742–1823), Marquise von Combray, Konterrevolutionärin
- Marie-Emmanuelle Bayon Louis (1746–1825), Komponistin

Im Kartäuserkloster von Aubevoye wurden einige Adelige bestattet, u. a. Luise Christine von Savoyen-Carignan und Louis de Bourbon, comte de Soissons. 

## Wirtschaft
Für die Automarke Renault wird hier seit 1982 ein Testgelände mit dem Namen Centre technique d’Aubevoye unterhalten.